# Ichneumon uncinatus
Ichneumon uncinatus är en stekelart som beskrevs av Cresson 1877. Ichneumon uncinatus ingår i släktet Ichneumon och familjen brokparasitsteklar. Inga underarter finns listade i Catalogue of Life.